# Lynton Y. Ballentine

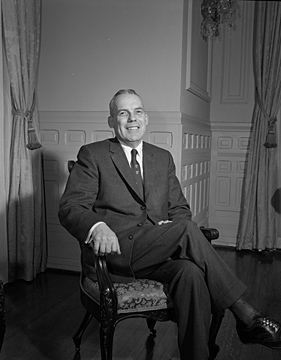
Lynton Y. Ballentine (1958)

Lynton Yates Ballentine (* 6. April 1899 in Varina, Wake County, North Carolina; † 19. Juli 1964 in White Sulphur Springs, West Virginia) war ein US-amerikanischer Politiker. Zwischen 1945 und 1949 war er Vizegouverneur des Bundesstaates North Carolina.

## Werdegang
Lynton Ballentine besuchte die öffentlichen Schulen seiner Heimat einschließlich der Holy Springs High School. Im Jahr 1921 absolvierte er das Wake Forest College, wo er Wirtschaftspolitik studierte. Anschließend arbeitete er auf der familieneigenen Milchfarm. Gleichzeitig schlug er als Mitglied der Demokratischen Partei eine politische Laufbahn ein. Zwischen 1926 und 1934 gehörte er dem Bezirksrat im Wake County an; von 1937 bis 1943 saß er im Senat von North Carolina.
1944 wurde Ballentine an der Seite von R. Gregg Cherry zum Vizegouverneur von North Carolina gewählt. Dieses Amt bekleidete er zwischen 1945 und 1949. Dabei war er Stellvertreter des Gouverneurs und Vorsitzender des Staatssenats. Im Juli 1948 nahm er als Delegierter an der Democratic National Convention in Philadelphia teil, auf der Präsident Harry S. Truman zur Wiederwahl nominiert wurde. Von 1949 bis zu seinem Tod bekleidete Ballentine das Amt des Landwirtschaftsministers (Commissioner of Agriculture) von North Carolina. Er starb am 19. Juli 1964 in White Sulphur Springs.